# Tadeusz Rychter
Tadeusz Rychter (ur. 1870 we Lwowie, zm. 1943 w Warszawie) – malarz i grafik.

## Życiorys
Był synem inżyniera, profesora Politechniki Lwowskiej Józefa Rychtera i Aleksandry Pintowskiej, wnukiem Józefa Franciszka Rychtera aktora i reżysera. Studiował w Szkole Sztuk Pięknych w Krakowie u Teodora Axentowicza, brał również udział w zajęciach pracowni Jana Stanisławskiego. W 1896 wyjechał na studia malarskie do Akademii Sztuk Pięknych w Monachium u Nikolausa Gysisa. Stamtąd odbył podróż do Włoch. Do Monachium powrócił w 1898. W roku akademickim 1899/1900 był zapisany w krakowskiej ASP jako student Józefa Unierzyskiego.
26 października 1900 ożenił się we Lwowie w kościele św. Marii Magdaleny z Bronisławą Janowską. Młoda para odbyła wspólną podróż do Szwajcarii, Włoch, Hiszpanii i Francji. Następnie w połowie 1901 Rychterowie mieszkali i studiowali w Monachium. Małżeństwo było bezdzietne, zakończyło się separacją od 1910 i rozwodem uzyskanym 21 stycznia 1919. W 1902 Tadeusz Rychter zamieszkał w Krakowie angażując się w tutejsze życie artystyczne, m. in. współpracując z Kabaretem „Zielony Balonik”. Od 1907 roku był członkiem paramasońskiej loży teozofów, w tym też roku założył z Henrykiem Szczyglińskim doświadczalną pracownię graficzną. Obok obrazów wykonywał również plakaty i ekslibrisy, często pod wpływem sztuki japońskiej. W 1908 odbył podróż do Egiptu, był w Kairze, a także w Port Saidzie. W początku 1909 przebywał w Berlinie, w marcu 1909 powrócił do Krakowa.
W 1910 znowu mieszkał w Berlinie, zarabiał tam malując portrety dzieci. Na początku I wojny światowej służył w Legionach Polskich, uczestniczył w kampanii w Karpatach. W 1915 uczestniczył w wystawie legionistów w Warszawie. Na przełomie lat 1915–16 był kapitanem II Oddziału Straży Pożarnej w Warszawie. W 1916 pracował jako cenzor na poczcie we Lwowie, skąd został przeniesiony do Wiednia. W 1917 wrócił do Warszawy. W kraju przebywał jednak krótko. W 1918 przebywał znów w Monachium, gdzie się ciężko rozchorował na zapalenie płuc. W następnych latach na wystawach w kraju pojawiały się jedynie jego ekslibrisy i do tego rzadko: w Warszawie w latach 1929 i 1938 i we Lwowie w 1930. W latach 1920–1923 Rychter mieszkał w Jerozolimie, uczył tam malarstwa, malował (pejzaże orientalne) i brał udział w wystawach. Został zamordowany jako Żyd przez niemieckich nazistów w 1943 w Warszawie.